# 12788 Сіґено
12788 Сіґено (12788 Shigeno) — астероїд головного поясу, відкритий 22 вересня 1995 року.
Тіссеранів параметр щодо Юпітера — 3,513.
Названо на честь Сіґено (яп. しげの(重野) сіґено).